# Peugeot 9X8
Der Peugeot 9X8 ist ein Prototyp, der 2021 bei Peugeot entwickelt wurde.

## Entwicklungsgeschichte und Technik
Mit dem 9X8 kehrte Peugeot 2022 in den Sportwagen- und Langstreckensport zurück. Der französische Kraftfahrzeughersteller kann auf eine lange Motorsportgeschichte zurückblicken. Erste Erfolge gab es schon in den 1910er-Jahren, als unter anderem 1919 André Boillot auf einem Peugeot L25/2.5 die Targa Florio gewann. Unter der Leitung von Jean Todt gewann das zuvor in Rallyes erfolgreiche Werksteam mit dem Peugeot 905 1992 und 1993 das 24-Stunden-Rennen von Le Mans sowie 1992 auch die Sportwagen-Weltmeisterschaft. Auf die Le-Mans-Siege von 1992 und 1993 bezieht sich die seit 2022 genutzte Startnummer 93, die mit 94 ergänzt wurde da 92 bereits vergeben war.
Die 2007 begonnene Ära des Peugeot 908 HDi FAP mit V12-Dieselmotor brachte 2007 und 2008 zweite Plätze in Le Mans, hinter den dominierenden Audi. Im Jahr 2009 gelang ein Doppelsieg, aber 2010 fielen alle vier Einsatzfahrzeuge aus. Das Nachfolgemodell 908 mit regelbedingt kleinerem V8-Diesel belegte in Le Mans die Plätze 2 bis 4. Im Januar 2012 wurde bekannt, dass der Peugeot-Vorstand das Sportwagenengagement aus Kostengründen nicht verlängerte. Der bereits weit entwickelte Hybrid-Variante Peugeot 908 HY kam nicht mehr zum Einsatz.
Im November 2019 kündigte Peugeot auf der offiziellen Twitter-Seite des Unternehmens die Rückkehr in den Sportwagensport an. „Wir sind stolz darauf, unsere Teilnahme an der weltweit führenden Langstreckenmeisterschaft WEC ab 2022 mit einem Hybrid Power Hypercar bekannt zu geben. Bleiben Sie dran, es wird Anfang 2020 mehr geben“, stand dort zu lesen.
Für den Rennwagen entwickelten die Peugeot-Techniker einen neuen 2,6-Liter-V6-Biturbo-Motor mit 90° Zylinderbankwinkel. Als maximale Leistung gab Peugeot 500 Kilowatt (680 PS) an, womit die Reglementvorgabe des ACO exakt erreicht wurde. Wie beim Toyota GR010 Hybrid wirkte der vorgeschriebene Elektromotor mit seiner 900-Volt-Batterie über ein einstufiges Untersetzungsgetriebe ausschließlich auf die Vorderräder, während die hinteren Räder über ein sequentielles Siebenganggetriebe vom Verbrennungsmotor angetrieben wurde.
Wesentliches Merkmal des Wagens war ein Heck ohne Heckflügel. Dazu Peugeot-Design-Direktor Matthias Hossann: „An den Wänden des Designstudios, in dem der PEUGEOT 9X8 geboren wurde, hatten wir drei Schlüsselwörter angebracht: ikonisch, effizient, emotional. Auf diese Weise hat sich das gesamte Team die Begriffe zu eigen gemacht, unabhängig davon, wie jeder Einzelne an den verschiedenen Entwicklungsphasen beteiligt war. Ich hatte das Wort ikonisch in den Köpfen aller verankert, denn ich wollte ein Auto, das sowohl sofort erkennbar ist als auch den Durchbruch für einen grundlegenden Generationswechsel markiert. Trotz der Qualität der vielen Vorschläge, die aus unserem internen Designwettbewerb hervorgingen, setzte sich ein Thema schnell durch. Es brach mit den Merkmalen der vorherigen Generation von Langstreckenfahrzeugen. Die Idee war, dass es sich weniger um einen Rennwagen als mehr um einen PEUGEOT handeln würde. Ein Fahrzeug, das die Fans des Motorsports nicht nur zusammenbringt, sondern auch ein Sportwagen sein würde, der in der Theorie sowohl auf der Straße als auch auf der Rennstrecke gefahren werden könnte.“ Der für den Rennwagen notwendige Anpressdruck sollte vor allem über den Unterboden erreicht werden.
Das Unterboden-Konzept mit vier gleich breiten Rädern erwies sich auf holprigen Strecken (bekanntes Beispiel: Sebring, wo die 9X8 nur 2023 fuhren) als problematisch, daher wurde Ende März 2024 eine Variante mit Heckflügel sowie unterschiedlich breiten Rädern vorgestellt.

## Renngeschichte

### 2022

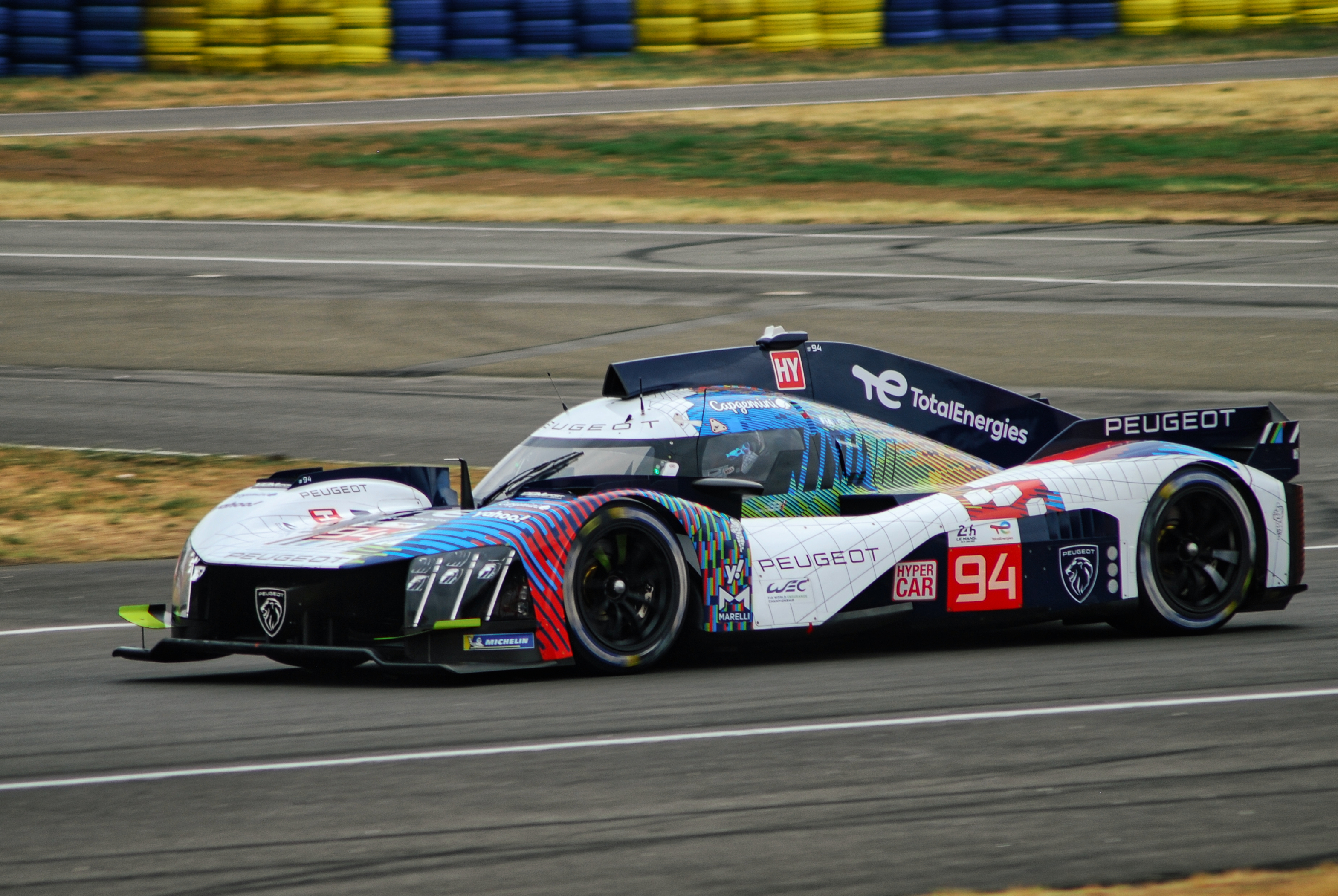
Peugeot 9X8 2023 in Le Mans, am Tag …

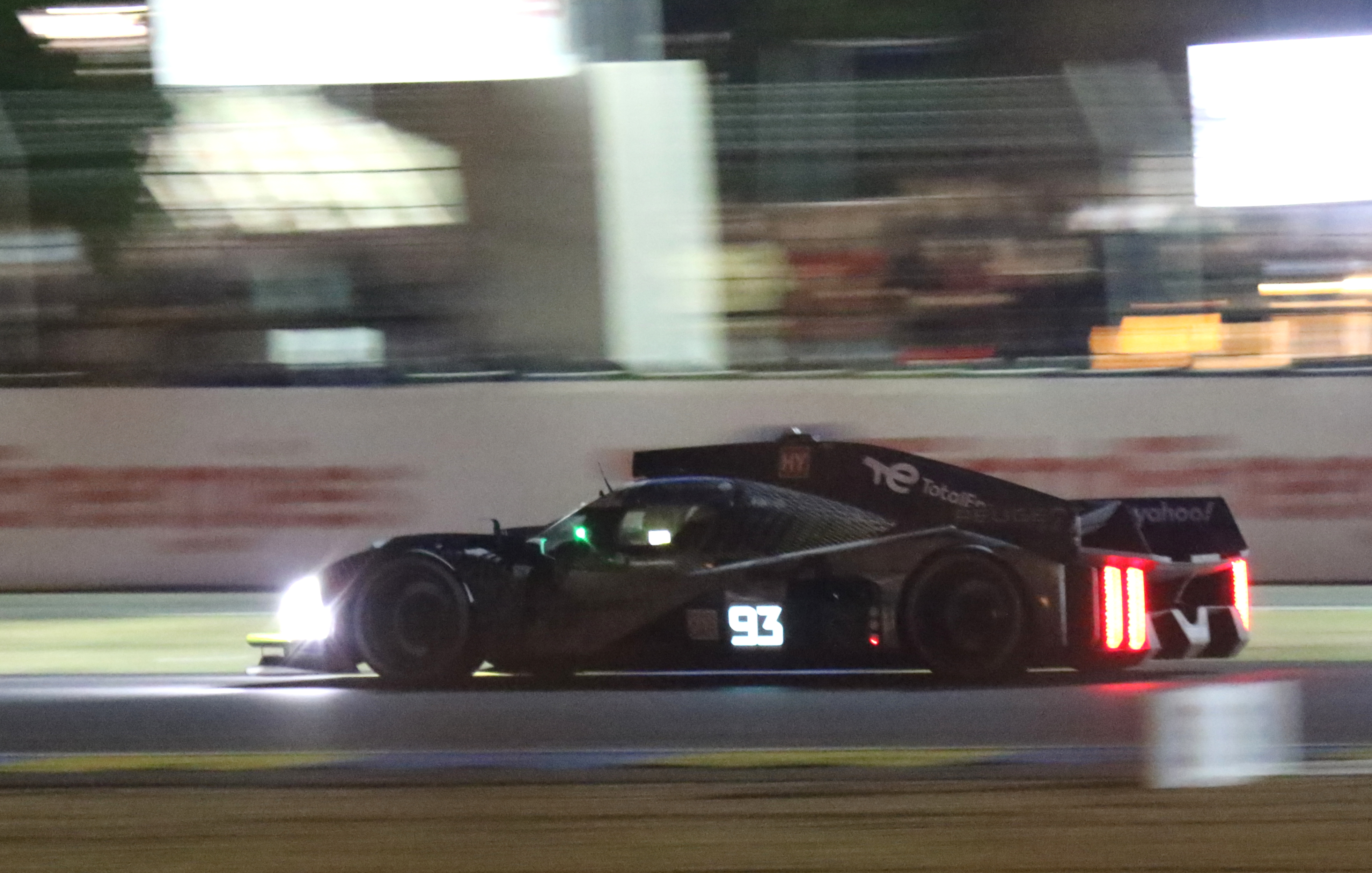
… und in der Nacht

Im Herbst 2021 gab Peugeot den Fahrerkader für zwei Einsatzfahrzeuge bekannt. Zu den beiden Franzosen Loïc Duval und Jean-Éric Vergne, der von 2012 bis 2014 für Torro Rosso in der Formel 1 fuhr, kamen mit Paul di Resta und Kevin Magnussen zwei weitere ehemalige Formel-1-Piloten. Den Kader ergänzten Mikkel Jensen, Gustavo Menezes sowie der Test- und Ersatzfahrer James Rossiter. Der Vertrag mit Magnussen wurde im Frühjahr 2022 im beiderseitigen Einverständnis aufgelöst, da der Däne nach der Kündigung von Nikita Dmitrijewitsch Masepin zum Haas F1 Team zurückkehrte.
Das Renndebüt gab der 9X8 beim 6-Stunden-Rennen von Monza 2022, wo beide Wagen technische Probleme hatten. Das Fahrzeug mit der Startnummer 93 musste aus dem Rennen genommen werden, weil es irreparable Probleme mit den Turboladern gab. Der zweite Wagen, bei dem mehrmals der Elektromotor überhitzte, kam an der 33. Stelle der Gesamtwertung ins Ziel.
Auch bei den beiden folgenden Rennen in Fuji und Bahrain waren die Wagen technisch anfällig. Waren es in Fuji die Turbolader, kämpften die 9X8 in Bahrain mit überhitzten Ölleitungen. So blieben zwei vierte Ränge als beste Saisonplatzierungen.

### 2023
Beim 6-Stunden-Rennen von Monza erreichte der 9X8 durch Mikkel Jensen, Paul di Resta und Jean-Éric Vergne den dritten Gesamtrang. Es war die einzige Platzierung unter den ersten bei einem Rennen der WEC.

### 2024
Beim ersten Saisonrennen, dem 1812-km-Rennen von Katar lag der Wagen mit der Nummer 93 bis zur vorletzten Runde an der zweiten Stelle, dann blieb das Fahrzeug ohne Treibstoff auf der Strecke stehen. Es war der letzte Renneinsatz der 9X8, der beim 6-Stunden-Rennen von Imola durch den 9X8 2024 ersetzt wurde.

## Statistik

### Einzelergebnisse in der FIA-Langstrecken-Weltmeisterschaft
| Saison | Team                  | Startnummer | Fahrer                                                   | 1   | 2   | 3   | 4   | 5   | 6   | 7   | 8   |
| ------ | --------------------- | ----------- | -------------------------------------------------------- | --- | --- | --- | --- | --- | --- | --- | --- |
| 2022   | Peugeot TotalEnergies | 93          | Paul di Resta Mikkel Jensen Jean-Éric Vergne             | SEB | SPA | LEM | MON | FUJ | BAH |     |     |
| 2022   | Peugeot TotalEnergies | 93          | Paul di Resta Mikkel Jensen Jean-Éric Vergne             |     |     |     | DNF | 4   | DNF |     |     |
| 2022   | Peugeot TotalEnergies | 94          | Loïc Duval Gustavo Menezes James Rossiter Nico Müller    | SEB | SPA | LEM | MON | FUJ | BAH |     |     |
| 2022   | Peugeot TotalEnergies | 94          | Loïc Duval Gustavo Menezes James Rossiter Nico Müller    |     |     |     | 33  | 20  | 4   |     |     |
| 2023   | Peugeot TotalEnergies | 93          | Paul di Resta Mikkel Jensen Jean-Éric Vergne             | SEB | POR | SPA | LEM | MON | FUJ | BAH |     |
| 2023   | Peugeot TotalEnergies | 93          | Paul di Resta Mikkel Jensen Jean-Éric Vergne             | 31  | 7   | 14  | 8   | 3   | 8   | 9   |     |
| 2023   | Peugeot TotalEnergies | 94          | Loïc Duval Gustavo Menezes Nico Müller Stoffel Vandoorne | SEB | POR | SPA | LEM | MON | FUJ | BAH |     |
| 2023   | Peugeot TotalEnergies | 94          | Loïc Duval Gustavo Menezes Nico Müller Stoffel Vandoorne | DNF | 5   | 17  | 27  | 19  | 7   | 8   |     |
| 2024   | Peugeot TotalEnergies | 93          | Mikkel Jensen Nico Müller Jean-Éric Vergne               | KAT | IMO | SPA | LEM | SAO | AUS | FUJ | BAH |
| 2024   | Peugeot TotalEnergies | 93          | Mikkel Jensen Nico Müller Jean-Éric Vergne               | DNF |     |     |     |     |     |     |     |
| 2024   | Peugeot TotalEnergies | 94          | Loïc Duval Paul di Resta Stoffel Vandoorne               | KAT | IMO | SPA | LEM | SAO | AUS | FUJ | BAH |
| 2024   | Peugeot TotalEnergies | 94          | Loïc Duval Paul di Resta Stoffel Vandoorne               | 15  |     |     |     |     |     |     |     |